# Danube Planum
Il Danube Planum è una struttura geologica della superficie di Io.